# Ghiacciaio Nobile
Il ghiacciaio Nobile (in inglese Nobile Glacier) (64°32′S 61°28′W) è un ghiacciaio situato sulla costa di Danco, nella parte occidentale della Terra di Graham, in Antartide. Il ghiacciaio, il cui punto più alto si trova 845 m s.l.m., fluisce fino alla costa sudorientale della cala di Recess, nella baia di Charlotte.

## Storia
Il ghiacciaio Nobile è stato mappato dalla spedizione belga in Antartide del 1897-99, comandata da Adrien de Gerlache, ed è stato così battezzato nel 1960 dal  Comitato britannico per i toponimi antartici in onore di Umberto Nobile, esploratore e ingegnere italiano, progettista e costruttore dei dirigibili Norge, nel 1923-24, e Italia, nel 1928.